# Den starkare
Den starkare är ett drama av August Strindberg, med premiär 1889 på Dagmarteatret i Köpenhamn. 

## Tillkomst
Pjäsen, en enaktare, tillkom sannolikt i december 1888.

## Uruppförande
Sannolikt skulle det ha dröjt innan pjäsen fick premiär om inte Fröken Julie hade drabbats av censurförbud och behövt ersättas. Idag hör emellertid Den starkare till författarens oftast spelade dramer.

## Mottagande
Samtiden visade sig i stort sett oförstående till dess idé, en dialog mellan två kvinnor där den ena av dem inte yttrar ett ord, utan endast uttrycker sig med gester.

## Senare tolkningar och framföranden
1990 tonsatte hovsångerskan Margareta Hallin Strindbergs text, och skapade en kortopera för sopran, mezzosopran och klarinett. År 2001 komponerade tonsättaren Gunnar Bucht ett monodrama över pjäsen för mezzosopran och orkester.

### TV4s sändning 2004 av Thorsten Flinck
Efter att TV4 i augusti 2004 hade sänt Den starkare i regi av Thorsten Flinck och hade gjort ett avbrott i sändningen för reklam, vände sig Sveriges Dramatikerförbund till Svenska Akademien och hänvisade till Klassikerskyddet då förbundet ansåg att utsändningen innebar "en tydlig kränkning av såväl dramatikerns (Strindbergs) konstnärliga integritet som av publikens rätt till sin konstnärliga upplevelse." Dramatikerförbundet bad Akademien agera, men Akademiens juridiska rådgivare menade att paragrafen skulle vara mycket svår att tillämpa och Akademien valde istället att anmäla sändningen till Granskningsnämnden. Sändningen fälldes av nämnden och TV4 ålades att böta 50 000 kronor. Det gladde Akademien som vid sin högtidssammankomst 2005 kommenterade att de hoppades att fällandet skulle bli prejudicerande och "Man stegrar sig inför den anpassning av världsdramatiken till de ekonomiska intressena som skulle bli följden om avbrottsvandalismen fick härja fritt."
Sändningen av pjäsen var 30 minuter lång, vilket kan jämföras med längden på en utsändning av ett avsnitt av en sitcom-serie.